# Motya olivaris
Motya olivaris är en fjärilsart som beskrevs av Dyar 1912. Motya olivaris ingår i släktet Motya och familjen trågspinnare. Inga underarter finns listade i Catalogue of Life.